# 세이브드 (영화)
《세이브드》(영어: Saved!)는 미국에서 제작된 브라이언 대널리 감독의 2004년 독립 풍자 블랙 코미디 영화이다. 제나 멀론 등이 출연하였고, 미하엘 오호펜 등이 제작에 참여하였다.

## 출연진
- 제나 멀론
- 맨디 무어
- 매콜리 컬킨
- 에바 아무리
- 패트릭 퓨깃
- 엘리자베스 타이
- 채드 파우스트
- 마틴 도너번
- 헤더 매터래조
- 메리루이즈 파커
- 켓 터턴

## 기타 제작진
- 라인 제작: 캘 슈미애처
- 배역: 하이키 브랜드스태터(크레디트 미기재), 코린 메이어스(크레디트 미기재)
- 미술: 토니 디베니
- 의상: 웬디 척